# Indochine
|  | Aquest article tracta sobre la banda musical francesa. Si cerqueu la pel·lícula de Régis Wargnier, vegeu «Indoxina (pel·lícula)». |

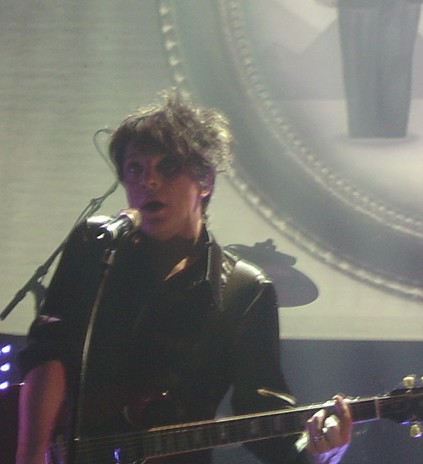
El líder de la banda, Nicola Sirkins, en una foto presa el 2006

Indochine és un grup de música pop-rock en francès, pertanyent al corrent musical de la new wave, que es va formar el 1981 i va tenir un notable èxit a França durant els anys 80.
Durant els anys 90 els mitjans de comunicació va perdre interès per aquest grup, però Indochine va fer renéixer el seu èxit a la primera dècada del segle xxi, especialment a partir de la sortida, el 2002, del seu àlbum Paradize i el seu single J'ai demandé à la Lune. Al llarg de la seva carrera, hom calcula que Indochine hauria venut més de deu milions de discs, incloent àlbums, singles i compilacions, cosa que el converteix en el grup musical francès amb el major nombre de vendes.
Els seus membres són Nicola Sirkis (veu i guitarra), Marco (baix), Boris Jardel (guitarra), Oli de Sat (teclat i guitarra), Mr Shoes (bateria, membre del grup des de 2002) i Matu (teclats, està al grup des de 2005).